# Pfarrkirche Garsten

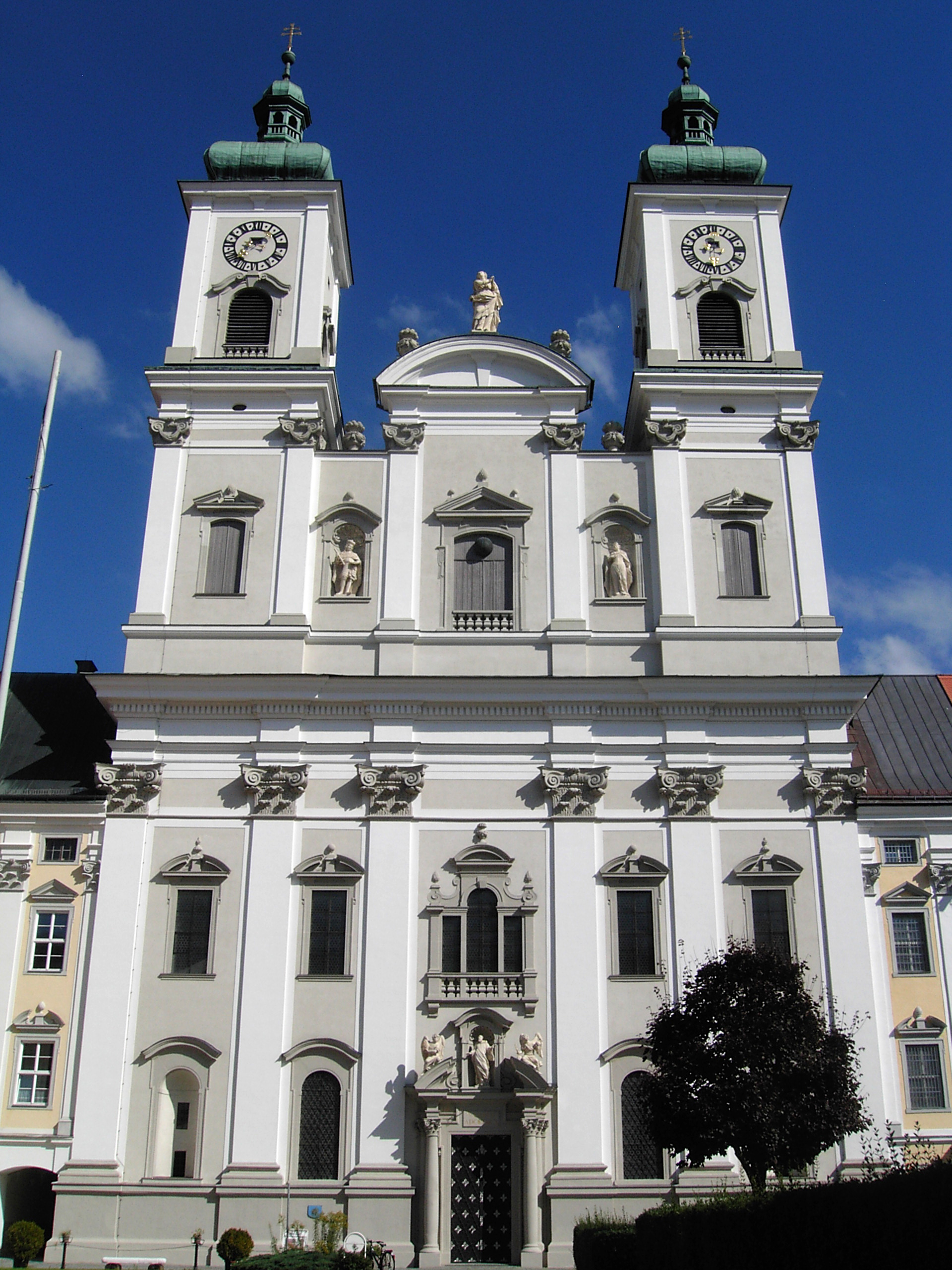
Pfarrkirche Mariä Himmelfahrt in Garsten

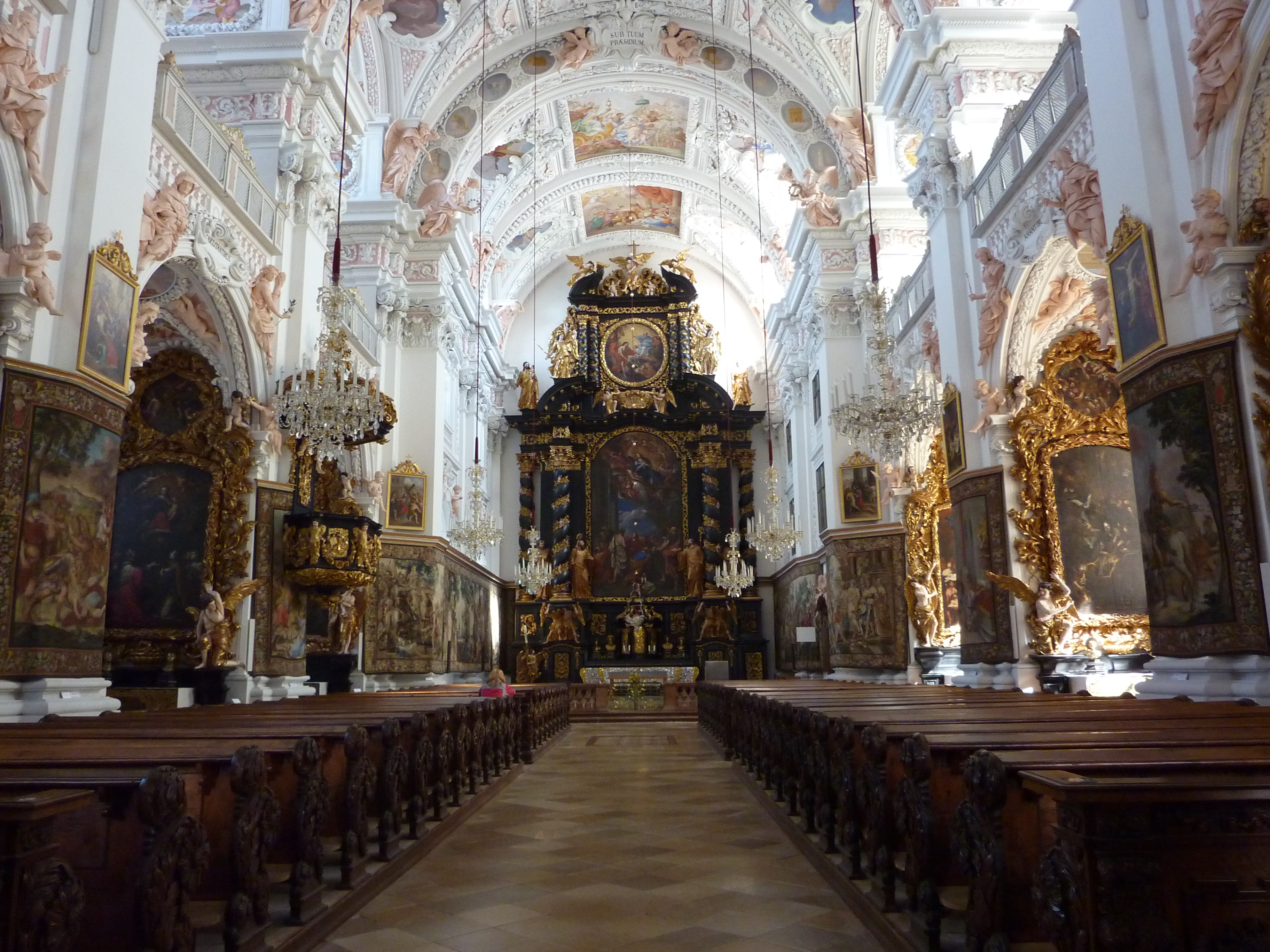
Das Kircheninnere

Die Pfarrkirche Garsten als ehemalige Klosterkirche vom Stift Garsten steht im Ort Garsten in der Marktgemeinde Garsten in Oberösterreich. Die römisch-katholische Pfarrkirche Mariä Himmelfahrt gehört zum Dekanat Steyr in der Diözese Linz. Die Kirche steht unter Denkmalschutz.

## Geschichte
Die ursprüngliche Pfarrkirche an einer anderen Stelle, 985 urkundlich genannt, wurde in Folge 1792 abgebrochen. Urkundlich (1082) ging die Doppelpfarre Behamberg (Pfarrkirche Behamberg) und Weistrach (Pfarrkirche Weistrach) im Tausch gegen Garsten an den Bischof Altmann von Passau (1015–1091).
Die ehemalige Klosterkirche des 1082 von Otakar I. von Steyr als Kollegiatstift gegründeten Klosters und 1108 mit Otakar II. mit Benediktinern vom Stift Göttweig besiedelt erlitt 1219 und 1494 Brände und folgende Wiederaufbauten. Mit Abt Anton II. Spindler wurde die Klosterkirche 1616 umgebaut. 1677 wurde sowohl das Kloster wie auch die Kirche abgetragen und unter Abt Roman Rauscher (1642–1683) und Abt Anselm Angerer (1683–1715) und bis 1685 vorerst durch Pietro Francesco Carlone und dann von seinen Söhnen Carlo Antonio Carlone und Giovanni Batista Carlone vollkommen neu errichtet. An der Bauausführung waren auch Bernhard Spaz (Polier), Peter Magnus Roß (Steinmetz), Johann Jakob Canevale und Johann Baptist Spaz (Steinmetz) beteiligt. Die Kirche wurde 1693 eingeweiht und gilt als ein bedeutendes Zeugnis der Barockbaukunst des 17. Jahrhunderts in Österreich. 1787 wurde das Kloster aufgehoben und die Klosterkirche wurde Pfarrkirche.

## Architektur

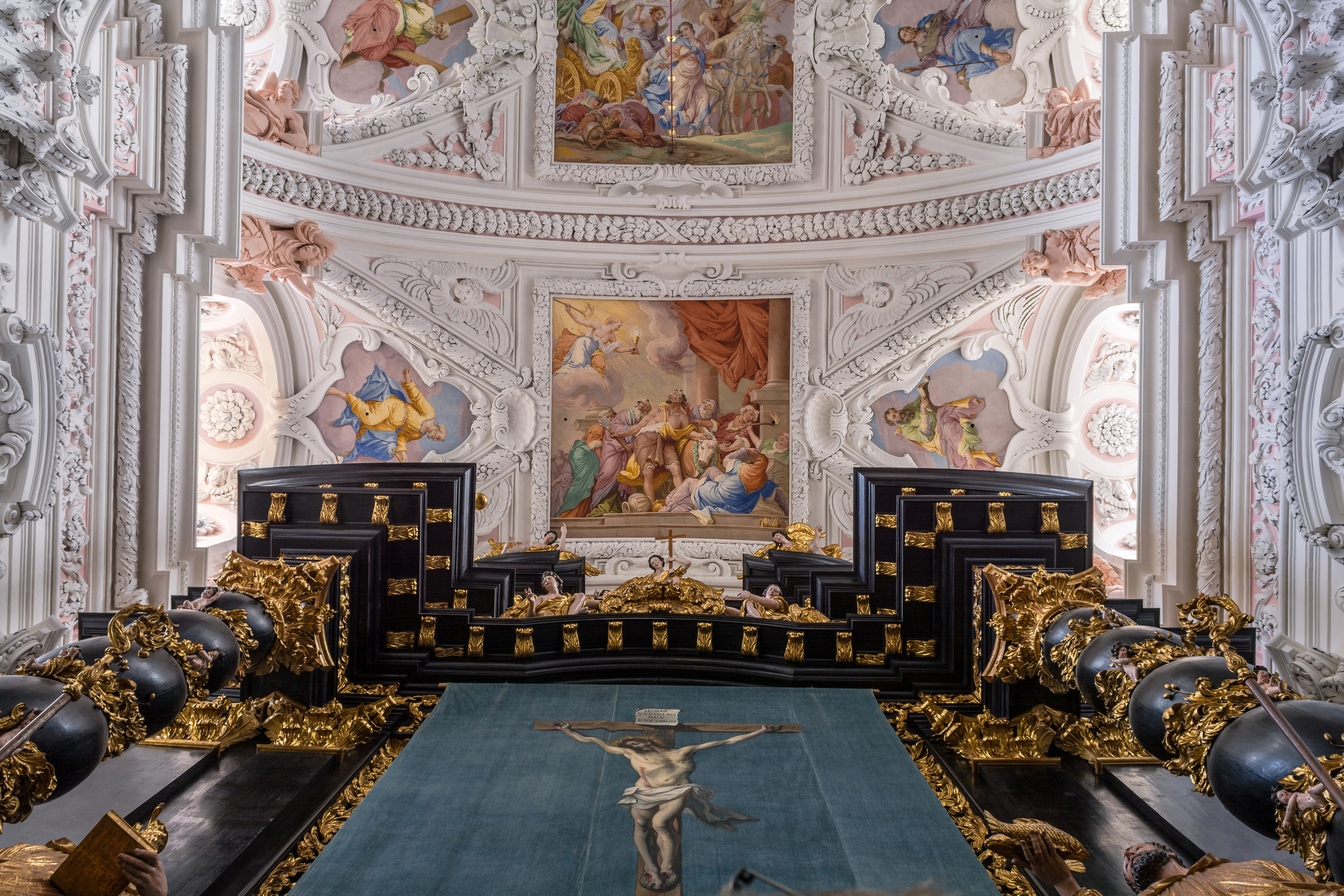
Fresken im Langhaus von Michael Christoph Grabenberger und seinen Brüdern Michael Georg und Johann Bernhard

Die Kirche zeigt sich im Typus der Jesuitenkirche St. Michael in München, jedoch ohne Querschiffe und mit zwei Fassadentürmen – in unmittelbarer Anlehnung an den Alten Dom und Jesuitenkirche in Linz. Das hohe vierjochige stichkappengewölbte Langhaus hat beidseits je drei Kapellen und über diesen Emporen. Im Westjoch ist eine dreiachsige Empore. Unter dem Langhaus ist eine Gruft. Der eingezogene zweijochige stichkappentonnengewölbte Chor hat einen geraden Schluss. Die Westfassade mit zwei Türmen mit Turmhelmen mit Laterne zeigt am Portal die Jahresangabe 1687. Die Westfassade mit einer kompositen Pilasterordnung trägt in Nischen die Figuren Berthold, Otakar und seine Gemahlin Elisabeth und im Giebel Maria Immaculata, alle vom Bildhauer Marian Rittinger.